# Salamander

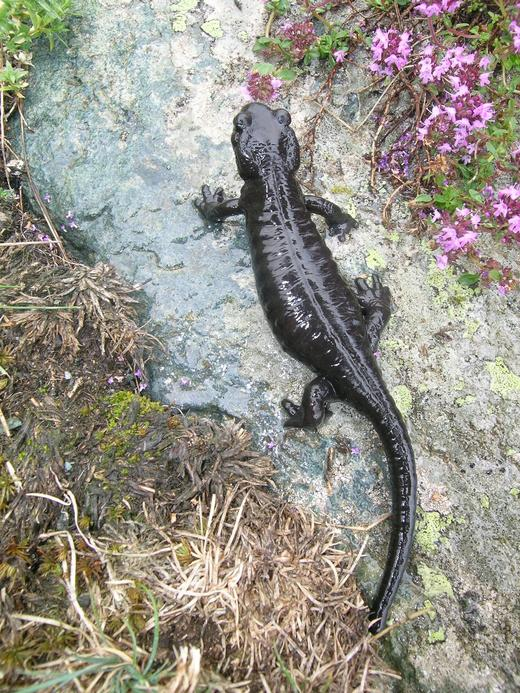
Lanzas Alpensalamander (Salamandra lanzai)

Als Salamander werden Vertreter aus der Amphibien-Ordnung der Schwanzlurche bezeichnet, die keine Flossensäume erkennen lassen. Es handelt sich dabei – wie bei den Molchen, die Flossensäume haben – um keine systematische Gruppe.
In der modernen Namensgebung werden von den europäischen Arten als „Salamander“ in der Regel die Vertreter der Familie Salamandridae (Echte Salamander), Unterfamilie Salamandrinae bezeichnet, während die Arten der Unterfamilie Pleurotelinae „Molche“ genannt werden. Die erst kürzlich von manchen Autoren von den Salamandrinae abgespaltenen Salamandininae (vergleiche Brillensalamander) werden weiterhin Salamander genannt. Bei den außereuropäischen Familien ist aber keine solche Systematik vorhanden.

## Merkmale
Bei den Salamandern handelt es sich um Vertreter der Schwanzlurche (Caudata oder auch Urodela), langgestreckte Amphibien mit Schwanz. Ihre Haut ist nackt. Zur Gruppe gehören ständig im Wasser lebende Arten wie beispielsweise der Japanische Riesensalamander oder auch ständig an Land lebende Arten wie etwa der Alpensalamander.

## Namensherkunft
Der Name Salamander wurde in die moderne zoologische Nomenklatur durch Carl von Linné eingeführt, der eine von ihm beschriebene Art „Lacerta salamandra“ nannte (heutiger Name Salamandra salamandra, der Feuersalamander). Linné übernahm dabei einen bereits in der Antike und im frühen Mittelalter überlieferten Namen. Dieser halb-mythologische Salamander geht vermutlich tatsächlich auf den Feuersalamander zurück. Ihm wurden aber zahlreiche bemerkenswerte Eigenschaften zugeschrieben; vor allem berühmt war seine (angebliche) extreme Giftigkeit und seine Fähigkeit, Feuer zum Erlöschen zu bringen. Bei zahlreichen späteren Autoren wurde daraus sogar eine Fähigkeit, im brennenden Feuer zu leben, oder hier seinen eigentlichen Lebensraum zu haben.
In der Naturalis historia des römischen Schriftstellers Plinius ist vermerkt:

„So kommt zum Beispiel der Salamander, ein Tier mit der Gestalt einer Eidechse und besterntem Körper, niemals ins Freie außer nach heftigen Regenfällen, er verschwindet sofort, wenn das Wetter besser wird. Dieses Tier ist so kalt, dass es Feuer auslöscht, wenn es dies berührt, wie es auch Eis tut. Es speit auch eine milchige Substanz aus seinem Maul aus, und welcher menschliche Körperteil auch in Kontakt damit gerät, dem fallen sofort alle Haare aus, und er nimmt ein lepröses Aussehen an.“

Die Fähigkeit, Feuer zu löschen, wurde allerdings auch in der Antike (sogar von Plinius selbst an einer späteren Stelle) bezweifelt.
Die mittelalterlichen Autoren kannten den Salamander vor allem durch seine Erwähnung beim Kirchenlehrer Augustinus, der ihn im 21. Kapitel seines Hauptwerks De civitate Dei erwähnt. Demnach lebe der Salamander ohne Schmerzen im Feuer, „weil seine Natur diesem Element angepasst“ sei. Auch andere vormittelalterliche Quellen wie Isidor von Sevilla in seiner Etymologiae und der sogenannte Physiologus bestätigten diese Angaben. In dieser Form wurde der Name bis in die Neuzeit tradiert.
Nach dem tatsächlichen Sprachgebrauch wurden in der Frühneuzeit auch die Tiere, die heute Salamander genannt werden, als „Molch“ bezeichnet.

## Mythos

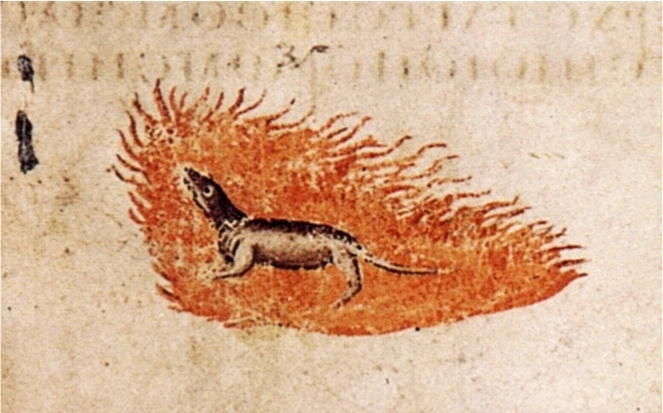
Salamander im Wiener Dioskurides Manuskript (Konstantinopel, vor 512) fol. 423 recto

Der Salamander soll nach mythologischen Vorstellungen als eines der vier Elementarwesen auch im Feuer  leben können.
Die Alchemisten behielten das Sinnbild vom Salamander als Elementar des Feuers bei. Diese Zuordnung geht auf oben genannte Stelle in der Naturgeschichte Plinius’ des Älteren zurück.
Der Salamander kann dem Mythos nach also durch seine innere Kälte im Feuer wohnen. Seine Form variiert in der Darstellung von einem Wurm über eine Schlange bis zu eidechsenartigen Wesen, mögliche Beziehungen reichen bis zu Drachen und zum mythischen Bildsymbol des Ouroboros. Der Salamander wurde als Symbol für Zerstörung und Wiedergeburt, damit auch für die unzerstörbare Substanz und den Stein der Weisen angesehen. Salamander wurden nicht selten als Emblem dargestellt, zum Beispiel in dem Werk de atalanta fugiens des Alchemisten Michael Maier oder in dem von Franz I. errichteten Schloss Chambord an der Loire. In der Heraldik spielt der Salamander als Wappentier eine Rolle.

## Regeneration
Salamander zeigen eine beträchtliche Regenerationsfähigkeit. Verlieren diese Tiere einen Körperteil, wächst dieser meist in mehr oder minder verkürzter Form wieder nach. Beim Axolotl werden die Regenerate in der Regel sogar in voller ehemaliger Länge ausgebildet. Diese Regenerationsfähigkeit sorgt für funktionstüchtigen Ersatz der Gliedmaßen und ist auch bei erwachsenen (allerdings neotenen) Tieren gegeben.

## Gefährdung
Im Auftrag der International Union for Conservation of Nature’s Species Survival Commission (IUCN) untersuchten mehr als 100 Forschende für einen im Oktober 2023 veröffentlichten Bericht den Bedrohungsstatus der Amphibienarten. Dabei stuften sie mehr als 40 Prozent aller bekannten Arten als vom Aussterben bedroht ein. Die Zerstörung und Verschlechterung von Lebensräumen seien immer noch die wichtigsten Bedrohungsfaktoren. Auch der globale Klimawandel werde für den Amphibienrückgang immer wichtiger. Innerhalb der Amphibien seien Salamander die am stärksten bedrohte Gruppe. Eine neu auftretende Pilzkrankheit könnte verheerende Folgen für Salamander in Europa und den USA haben.

## Kurzsystematik
Aus der Familie Echte Salamander und Molche (Salamandridae) kommen folgende autochthone Arten im deutschsprachigen Mitteleuropa vor:
- Alpensalamander (Salamandra atra)
- Feuersalamander (Salamandra salamandra)
- Bergmolch (Ichthyosaura alpestris)
- Alpen-Kammmolch (Triturus carnifex)
- Nördlicher Kammmolch (Triturus cristatus)
- Donau-Kammmolch (Triturus dobrogicus)
- Fadenmolch (Lissotriton helveticus)
- Teichmolch (Lissotriton vulgaris)